# چیس آتلانتیک
چیس آتلانتیک (به انگلیسی: CHASE ATLANTIC) گروهٔ موسیقی آراندبی استرالیایی اهل کنز، کوئینزلند می‌باشد که در سال ۲۰۱۴ به‌وجود آمد. گروه متشکل ا ز سه عضو است: کریستین آنتونی و دو برادر میچل و کلینتون کیو، که از زمان آغاز فعالیتشان تاکنون هفت ئی‌پی و چهار آلبوم ارائه داده‌اند.

## حرفه

### ۲۰۱۱–۲۰۱۳: قبل از تشکیل گروه چیس آتلانتیک
کریستن و میچل قبل از تشکیل چیس آتلانتیک در یکی از گروه های پسرانه استرالیا به نام وات ابات تونایت عضو بودند. آن‌ها این گروه را برای تست در  فصل ۴ ایکس فاکتور استرالیا تشکیل دادند، البته آن‌ها در هفته دوم  مسابقات از برنامه حذف شدند و در جایگاه یازدهم قرار گرفتند.
برادر بزرگتر میچل که کلینتون کیو است، در پلتفرم یوتیوب کانالی موفق با اسم کلینتون کو موزیک ساخته بود که در آن، دو برادر موزیک‌های مختلف را به طور منظم کاور می‌کردند و در این صفحه قرار می‌دادند.
در سال ۲۰۱۳ این سه نفر برای اولین بار با یکدیگر موسیقی را تحت عنوان کی‌آی‌دی‌زد (تصورات خوب، اوضاع ویرانگر) اجرا کردند و اولین آهنگ اصلی خود را با نام «معتاد» منتشر کردند. پس از این ماجرا آنها تمامی محتوا کانال یوتیوب را حذف کردند.

### ۲۰۱۴–۲۰۱۵:گذراونوستالژی
این سه نفر برای اولین بار موزیکی را با تحت عنوان نام گروه چیس آتلانیک منتشر کرد که برای کمک به ضبط یک پروژه دانشگاهی استخدام شدند.  نام گروه، چیس آتلانتیک از نا کجا آباد آمده بود. میچل کیو درباره نام این گروه گفته است که به هیچ وجه معنای خاصی ندارد و این ترکیب از دو تا کلمه‌ای ( چیس و آتلانتیک) بود که اعضا گروه به آنها واقعا علاقه داشتند.. کیو می‌گوید» ما دقایقی را صرف پیدا کردن یک توضیح قابل قبول و عمیق برای اسم گروه خود کردیم اما [چیس آتلانتیک] به معنای واقعی کلمه هیچ معنایی ندارد. «پیدا کردن اسم برای یک گروه کاری بسیار سخت است، ما فقط دو کلمه ای که واقعا به آنها علاقه داشتیم و نمی‌توانست آنها را به هیچ چیز دیگری ارتباط داد انتخاب کردیم.» چیس آتلانتیک به طور رسمی مینی آلبوم گذرا را در ۲۶ مهٔ سال ۲۰۱۴ انتشار داد بر حسب آثار اولیهٔ سبک آنها اغلب به عنوان پاپ راک و پاپ پانک توصیف می‌شود.
در فوریهٔ سال ۲۰۱۵، این گروه دومین ئی‌پی خود را با نام نوستالژی منتشر کرد.  یکی از آهنگ های آنها در این آلبوم با نام «دوست‌ها» در چندین ویدئو تامبلر برجسته شد.  بعد ها در سال ۲۰۲۲ این اثر توسط صنعت فونوگرافی بریتانیا (BPI) نقره گواهی نقره داده شد.  
بعدها در سال ۲۰۱۵، بنجی و جوئل مدن توجه گروه چیس آتلانتیک را به خود جلب کردند و در اوایل سال ۲۰۱۶ عضویت خود در گروه را با شرکت مدیریت خود، MDDN، قرارداد بستند و امضا کردند. 